# Carla Qualtrough
Carla Dawn Qualtrough (Calgary, 15 ottobre 1971) è una politica ed ex nuotatrice canadese, membro del Partito Liberale del Canada, più volte ministra e vincitrice di tre medaglie paralimpiche.

## Biografia

### Formazione e primi anni
Nata a Calgary da Patricia e Harry Qualtrough, crebbe a Langley, nella Columbia Britannica. I suoi genitori si separarono quando era un'adolescente e il padre morì nel 2007. Carla Qualtrough è ipovedente dalla nascita e vede solo il 10% con gli occhiali. Dopo essersi diplomata alla Brookswood Secondary School, studiò scienze politiche all'Università di Ottawa prima di conseguire una laurea in giurisprudenza presso l'Università di Victoria nel 1997.

#### Carriera sportiva
Per via della disabilità visiva, Carla Qualtrough cominciò a competere sportivamente nei campionati paralimpici e si qualificò per le Paralimpiadi estive del 1988, dove vinse una medaglia di bronzo. Quattro anni più tardi, alle Paralimpiadi del 1992, conquistò altri due bronzi in staffetta; durante le Paralimpiadi, nuotò nella staffetta 4x100 mista e nella staffetta 4x100 stile libero. Vinse inoltre due bronzi e quattro argenti ai campionati mondiali di nuoto paralimpico.

### Vita professionale
Dopo aver conseguito la laurea in giurisprudenza, Carla Qualtrough divenne membro del consiglio di amministrazione del Comitato Paralimpico Americano. Fu inoltre presidente del Comitato paralimpico canadese dal 2006 al 2011. Durante questo periodo, diresse le iniziative sportive per 2010 Legacies Now e presiedette lo Sport Dispute Resolution Centre of Canada, che la portò ad ottenere nel 2009 il riconoscimento come una delle donne canadesi più influenti nello sport.
In veste di avvocato, Carla Qualtrough si occupò principalmente di questioni relative ai diritti umani. Operò come consulente del Tribunale per i diritti umani della Columbia Britannica e della Canadian Human Rights Commission; prima della sua elezione alla Camera dei comuni, ricoprì la carica di vicepresidente del Tribunale d'appello per il risarcimento dei lavoratori della Columbia Britannica. Come riconoscimento del suo lavoro, nel 2012 ricevette la medaglia del giubileo di diamante di Elisabetta II. Durante le Paralimpiadi estive del 2012, fu responsabile legale del Comitato Paralimpico Internazionale (IPC) e successivamente ricevette il riconoscimento della Giornata Internazionale della Donna nel 2016. Nel 2021, Carla Qualtrough venne inserita nella Canadian Disability Hall of Fame.

### Carriera politica
Carla Qualtrough fu eletta per la prima volta alla Camera dei comuni per la circoscrizione Delta il 19 ottobre 2015, in occasione delle elezioni federali del 2015, alle quali si era presentata come candidata del Partito Liberale del Canada. Divenne la prima atleta paralimpica ad essere eletta al Parlamento del Canada. Il 4 novembre dello stesso anno entrò a far parte del governo del Canada, venendo nominata ministro dello sport e delle persone con disabilità da Justin Trudeau. Durante il suo mandato, Carla Qualtrough fu inserita nella Canadian Paralympic Hall of Fame del Comitato Paralimpico Canadese nel 2017.
A seguito di un rimpasto di governo innescato dalle dimissioni di Judy Foote, Carla Qualtrough le succedette nella carica di ministro della pubblica amministrazione il 28 agosto 2017; Kent Hehr assunse simultaneamente la carica di ministro dello sport e delle persone con disabilità. Dopo un ulteriore rimpasto di governo avvenuto il 18 luglio 2018, Qualtrough mantenne la sua posizione ministeriale, ottenendo in aggiunta il portafoglio dell'accessibilità.
Dopo le dimissioni di Jane Philpott dall'esecutivo il 5 marzo 2019, Carla Qualtrough venne nominata ad interim presidente del consiglio del Tesoro, ricoprendo il ruolo fino alla nomina di Joyce Murray il 18 marzo. Il successivo rimpasto di governo del 20 novembre 2019 la portò ad assumere la carica di ministro del lavoro, dello sviluppo della forza lavoro e dell'inclusione della disabilità, in linea con il suo precedente incarico come ministra dell'accessibilità.
Fu riconfermata deputata sia nelle elezioni federali del 2019 che in quelle del 2021.
Carla Qualtrough tornò a rivestire il ruolo di ministra dello sport nel rimpasto di governo del 26 luglio 2023, sostituendo la collega Pascale St-Onge.
Il 17 ottobre 2024, annunciò la propria intenzione di ritirarsi dopo le elezioni federali del 2025. Lasciò anche l'esecutivo nel rimpasto di governo del 20 dicembre 2024. Il suo seggio da deputata venne vinto dalla collega liberale Jill McKnight.

### Vita privata
Carla Qualtrough è sposata con l'ex dirigente della World Wheelchair Rugby Eron Main, con il quale ha avuto quattro figli.